# EPrix de Valence
Le ePrix de Valence est une épreuve comptant pour le championnat du monde de Formule E. Elle aura lieu pour la première fois le 24 avril 2021.

## Historique
La Formule E se rend pour la première fois à Valence lors des tests de pré-saison en 2017.
Le 28 janvier 2021, la Formule E annonce que l’ePrix de Valence remplacera l’ePrix de Paris annulé, ce sera la première que une course de la Formule E aura lieu sur le sol espagnol.

## Palmarès
| Année | Vainqueur     | Écurie                     | Circuit                          | Résultats | Date          |
| ----- | ------------- | -------------------------- | -------------------------------- | --------- | ------------- |
| 2021  | Nyck de Vries | Mercedes EQ Formula E Team | Circuit de Valence Ricardo Tormo | Résumé    | 24 avril 2021 |
| 2021  | Jake Dennis   | BMW i Andretti Motorsport  | Circuit de Valence Ricardo Tormo | Résumé    | 25 avril 2021 |